# Mike Dirnt
Mike Dirnt és el sobrenom que va adoptar Michael Ryan Pritchard (Berkeley, Califòrnia; 4 de maig de 1972) des que anava a l'escola. És conegut per ser el baixista i vocalista del famós grup de música de punk rock Green Day, junt amb Billie Joe Armstrong i Tré Cool.

## Biografia
Mike Dirnt va néixer el 4 de maig de 1972 a Califòrnia. Amb només sis setmanes de vida va ser donat en adopció, ja que no se sabia res del seu pare i la seva mare biològica era addicta a l'heroïna i no se'n podia fer càrrec.
En Mike Dirnt va ser adoptat per una família d'obrers amb una filla biològica, la Myla Pritchard. El pare adoptiu, Patrick Pritchard, era programador i estava casat amb Cheryl Nasser, la que va agafar el paper de mare durant els seus primers anys de vida. No obstant els seus pares adoptius es van divorciar quan ell només tenia 7 anys. Ell se'n va anar a viure amb la seva mare i la seva germana i no va tornar a veure al seu pare.
Quan tenia 13 anys, la seva germana se'n va anar de casa a buscar-se la vida, ja que vivien en la pobresa i volia viure en millors condicions. Així que en Mike Dirnt i la Cheryl Nasser es van quedar sols.
Quan anava entre 4t i 5è grau la seva mare va sortir de festa durant tota una nit. L'endemà la mare va portar a casa a un home que acabava de conèixer i el va presentar com al seu nou padrastre. Al principi els dos no mantenien una bona relació, però aquesta va millorar visiblement quan la seva mare els va abandonar, just quan Mike Dirnt acabava d'entrar a la secundària. Ell afirma que el seu padrastre li va ensenyar tot el que s'havia d'aprendre de la vida.
Quan tenia 15 anys es va emancipar i va llogar una habitació a la casa d'Ollie Armstrong, la mare de Billie Joe (líder, vocalista i guitarrista del grup Green Day), on hi va viure fins al seu primer any de carrera. Durant aquesta època, tots dos van estar treballant de cuiners en el bar on l'Ollie Armstrong treballava de cambrera (al Rod's Hickory Pit) i els caps de setmana dormien en els projectes socials de Gilman Street.
Tot i la dificultat de vida que portava, mai va abandonar els estudis i finalment es va graduar a l'Institut John Swett. Va començar a estudiar la carrera, però ho va deixar abans d'acabar el primer any d'universitat per traslladar-se definitivament a Oakland, Califòrnia. La casa okupa on va anar a viure va rebre el nom de Seventh Street i va ser on es van inspirar per compondre la cançó de "Welcome to Paradise" de Green Day.

## Família
En Mike Dirn s'ha casat 3 vegades. Es va casar per primer cop el 1996 amb la seva xicota de ja feia bastant temps, Anastasia Serman. Un any després (l'abril del 1997) van tenir una filla i li van posar el nom d'Estelle-Desiree Pritchard. En Mike Dirnt tenia una estranya obsessió per les estrelles i d'aquí el nom de la seva filla, ja que el nom "Estelle" significa estrella en alemany. La parella es va separar el 1999 per culpa de la pressió de la banda cap al seu matrimoni. No obstant han continuat tenint una bona relació d'amistat i no ha perdut la relació pare i filla amb l'Estelle-Desiree Pritchard.
El baixista es va tornar a casar el 2004 amb Sarah Garrity, amb qui no va tenir cap fill. Aquell mateix any ella va decidir tallar la seva relació i es van divorciar.
L'11 d'octubre del 2008 va tenir un altre fill, Bixton Michael Pritchard, el primer fill amb la seva parella actual Brittney Cade. El 14 de març de l'any següent la parella es va casar i el 29 de novembre del 2010 va néixer la Mae Pritchard, la seva segona filla.

## Carrera Professional

### Inicis
Des de ben petit en Mike Dirnt va començar a tocar música i ja intentava guanyar-s'hi la vida amb ella. Els seus inicis es remunten el 1982 quan va conèixer a en Billie Joe a la cafeteria de l'escola i es van fer bons amics. Des d'aleshores, sempre anava a casa d'en Billie Joe per compondre i tocar junts la guitarra. L'any 1987 van fundar Sweet Children i en Mike Dirnt va passar a tocar el baix. Dos anys després van fundar Green Day.
El sobrenom de “Mike Dirnt” va néixer quan ell encara era un nen. Sempre feia veure que tocava un baix imaginari i amb la boca feia un soroll de "Dirnt, dirnt, dirnt", a causa d'això els seus companys d'escola li van posar el pseudònim de Mike Dirnt.
El baixista també ha estat en moltes altres bandes paral·leles en les quals ha participat com a baixista i vocalista. Aquestes són: Screeching Wasel, on va participar per fer l'àlbum "How to Make Enemies and Irritate People". També va formar part del debut de Squartigub i Lookout, com a vocalista. Va participar amb el grup "The Frustators" d'Adeline Records. I finalment, junt amb Billie Joe i Tré Cool (3r componen de Green Day) van formar part de les bandes "The Network" i "Foxboro".

### Green Day
Green Day és una banda estatunidenca de Punk Rock. Aquesta està formada per: Billie Joe, el líder vocalista i guitarrista de la banda, per Mike Dirnt, l'encarregat del baix i la segona veu, i finalment formada per Tré Cool com al bateria, el qual va reemplaçar a John Kiffmeyer.

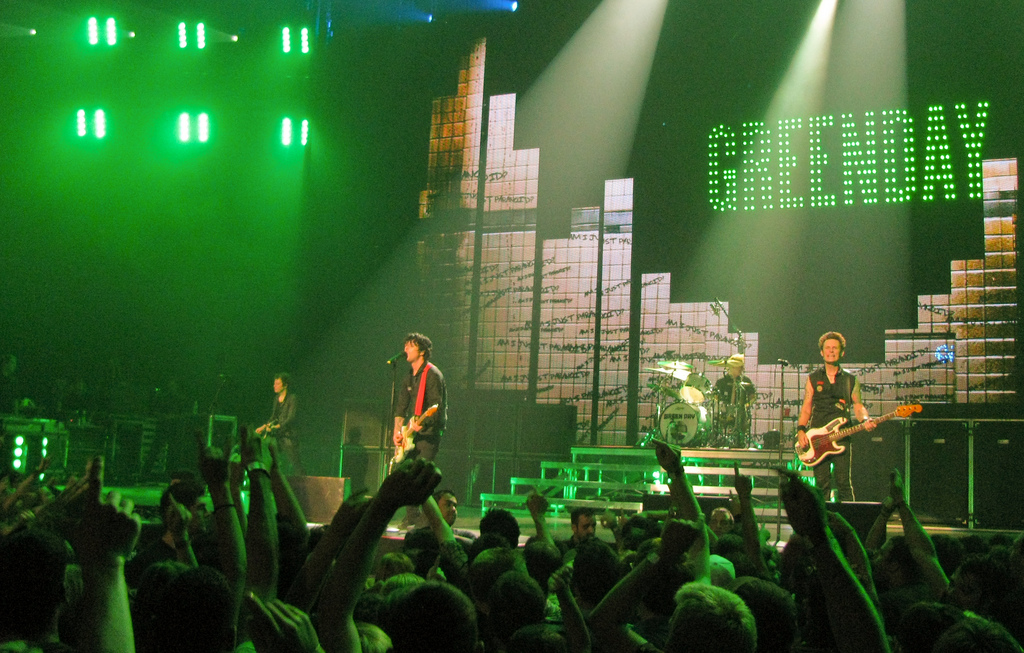
Green Day

Abans de néixer Green Day, Mike Dirnt i Billie Joe Armstrong van formar un grup de música junt amb el bateria John Kiffmeyer, anomenat Sweet Children. El grup va fer el seu primer debut en el bar on la mare d'en Billie Joe treballava (el Rod's Hickory Pit) el 17 d'octubre del 1987 davant d'aproximadament 30 persones. El 1989, gràcies a la influència de Kiffmeyer, van firmar amb la discogràfica Lookout. Va ser aleshores quan van decidir canviar el nom a Green Day, ja que temien que poguessin confondre el nom de Sweet Children amb el de Sweet Baby, que era el nom d'una altra banda de punk rock. El nom de Green Day (dia verd) fa referència a la cançó que va compondre Billie Joe. Aquesta parla d'un dia de fumar marihuana, ja que els components del grup la freqüentaven quan eren joves, però després de trobar parella ho van deixar.
El 1989 van publicar la seva primera cançó, “1,000 Hours” amb la discogràfica Lookout. Un any després van treure el seu primer àlbum ('39/Smooth'), el qual va ser molt ben rebut pel públic de punk rock de Califòrnia. Després de la publicació de l'àlbum '1,039/Smoothed Out Slappy Hours' el 1991, el bateria John Kiffmeyer va abandonar el grup per seguir amb els seus estudis i va ser aleshores quan Tré Cool va passar a ser el 3r component del grup. Més endavant van firmar amb la companyia internacional Reprise la qual va impulsar la seva carrera. Van començar a fer concerts a arreu del món i a ser mundialment famosos.

## Negocis
Actualment Mike Dirn segueix formant part del grup Green Day, però fora del grup té altres negocis.

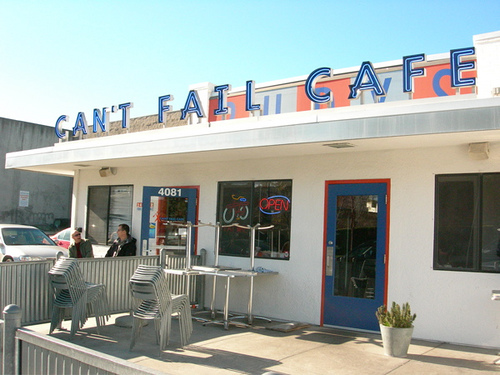
Rock's Can't Fail Cafe

És propietari del restaurant "Rudy's Can't Fail Café", el seu nom fa honor a la cançó escrita per The Clash. Aquest està ubicat a Emeryville, Califòrnia. El restaurant és força conegut, sobretot a causa del seu propietari. El tipus de clientela habitual són estudiants, famílies, grups i turistes i les seves valoracions són molt positives. S'hi pot menjar una mica de tot, esmorzar, dinar i sopar i normalment hi ha una cua d'espera de 30 minuts.
En Mike Dirnt també té la seva pròpia línia de baixos en Fender, anomenada "Mike Dirnt Precission Bass". El model està disponible en tres colors diferents i va ser dissenyat amb els detalls i les precisions úniques de Mike Dirnt, que actualment és el baix amb el qual toca i actua en els concerts de Green Day.